# Strange Fruit
Strange Fruit (englisch für Sonderbare Frucht) ist ein Musikstück, das seit dem Auftritt der afroamerikanischen Sängerin Billie Holiday 1939 im Café Society in New York weltweit bekannt wurde. Das von Abel Meeropol komponierte und getextete Lied gilt als eine der stärksten künstlerischen Aussagen gegen Lynchmorde in den Südstaaten der USA und als ein früher Ausdruck der US-amerikanischen Bürgerrechtsbewegung. Der Ausdruck Strange Fruit hat sich als Symbol für Lynchmorde etabliert.
Die im Lied angesprochene Strange Fruit ist der Körper eines Schwarzen, der an einem Baum hängt. Der Text gewinnt seine emotionale Schlagkraft vor allem dadurch, dass er das Bild des ländlichen und traditionellen Südens aufgreift und mit der Realität der Lynchjustiz konfrontiert.
2021 wurde der Titel auf Platz 21 der Rolling-Stone-Liste Die 500 besten Songs aller Zeiten gewählt.

## Hintergrund

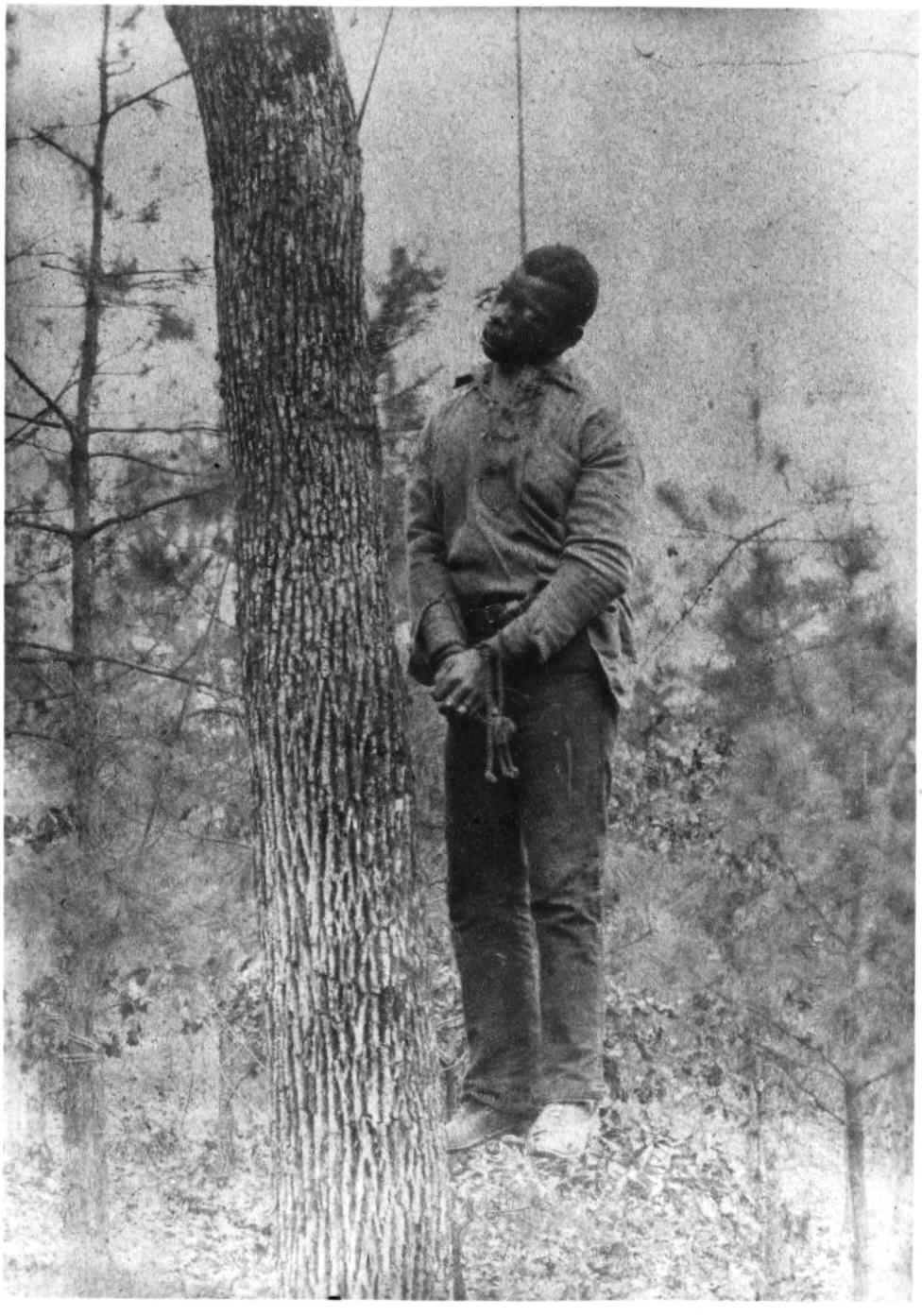

Auch nach dem Ende der Sklaverei und der Reconstruction-Ära blieb Rassismus in den USA noch ein alltägliches Phänomen. Der Oberste Gerichtshof der Vereinigten Staaten hatte Rassentrennung unter dem Grundsatz Getrennt, aber gleich zugelassen, was in der Praxis nur sehr selten auf ein aber gleich hinauslief. Nach eher konservativen Annahmen des Tuskegee Institute wurden in den Jahren 1889 bis 1940 insgesamt 3833 Menschen gelyncht; 90 Prozent dieser Morde fanden in den Südstaaten statt, vier Fünftel der Opfer waren Afroamerikaner. Oft war nicht einmal ein Verbrechen als Anlass des Mordes nötig; wie im Fall Emmett Till reichte manchmal die Begründung: Damit die Schwarzen nicht zu aufmüpfig werden. 1939 hatte es bereits drei Lynchmorde gegeben, eine Umfrage in den Südstaaten ergab, dass sechs von zehn Weißen die Praxis des Lynchens befürworteten.

### Die Sängerin: Billie Holiday
Die Sängerin Billie Holiday hatte sich 1939 bereits aus dem Elend ihrer Jugend herausgearbeitet. Sie hatte Produktionen mit Count Basie, Glenn Miller und Artie Shaw aufgenommen und galt als verkaufsträchtige Jazz-Sängerin und ausgezeichnete Unterhaltungsmusikerin. Die damals 24-Jährige hatte zu dieser Zeit neu im Café Society angefangen; vorher war sie in einem New Yorker Hotel gezwungen worden, den Frachtaufzug zu benutzen – bezeichnenderweise war das Hotel nach Abraham Lincoln benannt. Sie war in ihrem Leben zahlreichen Formen des Rassismus ausgesetzt. Ihr Vater starb 1937 vor allem deshalb, weil sich alle Krankenhäuser der Gegend weigerten, einen Afroamerikaner zu behandeln. Sie sagte dazu: Nicht die Lungenentzündung tötete ihn, Dallas tötete ihn.
Der Song Strange Fruit sticht im Repertoire Holidays heraus. Während sie sowohl als elegante Jazz-Sängerin wie auch als ausdrucksstarke Blues-Interpretin bekannt war, erreichte sie vor allem mit Strange Fruit Weltruhm. Das öffentliche Bild Billie Holidays und des Songs verschmolzen miteinander: Sie war nicht mehr nur die Frau, die ihr Publikum verführen und rühren konnte, sie war fähig, es regelrecht zu erschüttern.
Holiday wünschte sich die letzten beiden Worte des Lieds, Bitter Crop (dt.: Bittere Ernte), als Titel ihrer Autobiographie; der Verlag war dazu jedoch nicht bereit.

### Der Komponist und Texter: Abel Meeropol
Abel Meeropol war russisch-jüdischer Lehrer aus der Bronx und Mitglied der kommunistischen Partei der USA. Er sah ein Foto des Lynchmords an Thomas Shipp und Abram Smith, das ihn nach eigenen Aussagen für Tage verfolgte und nicht schlafen ließ. Daraufhin schrieb er das Gedicht Bitter Fruit und veröffentlichte es unter dem Pseudonym Lewis Allan im Magazin New York Teacher und der kommunistischen Zeitung New Masses. Später schrieb er das Gedicht in den Song Strange Fruit um; beim Einrichten der Melodie unterstützte ihn Danny Mendelsohn. Die Erstaufführung erfolgte durch Meeropols Frau bei einer Versammlung der New Yorker Lehrergewerkschaft. Strange Fruit gewann eine gewisse Popularität innerhalb der US-amerikanischen Linken. Barney Josephson, der Inhaber des Café Internationals, hörte davon und stellte Meeropol und Holiday einander vor. Obwohl Meeropol später noch andere Songs schrieb, darunter auch einen Hit für Frank Sinatra, hing sein Herz immer besonders an diesem Stück. Umso verletzter war er, als Holiday in ihrer Autobiographie behauptete, dass Strange Fruit von ihr und ihrem Klavierspieler Sonny White geschrieben worden sei.

### Café Society
Das Café Society war ein Club der linken und liberalen Intellektuellen und der New Yorker Bohème im Greenwich Village. Obwohl überwiegend von Weißen besucht, fand sich doch ein gemischtes Publikum ein – es war der einzige New Yorker Club außerhalb Harlems, der überhaupt Weißen und Schwarzen gleichzeitig offenstand. Der Betreiber Barney Josephson war ebenso ein vehementer Anhänger der „Rassenintegration“ wie von gutem Jazz und guter Unterhaltung.

## Text
| Southern trees bear a strange fruit, Blood on the leaves and blood at the root, Black body swinging in the Southern breeze, Strange fruit hanging from the poplar trees. Pastoral scene of the gallant South, The bulging eyes and the twisted mouth, Scent of magnolias sweet and fresh, And the sudden smell of burning flesh. Here is a fruit for the crows to pluck, For the rain to gather, for the wind to suck, For the sun to rot, for the tree to drop, Here is a strange and bitter crop. | Die Südstaaten-Bäume tragen merkwürdige Früchte, Blut auf den Blättern und Blut an der Wurzel. Schwarzer Körper baumelt im Südstaaten-Wind; Merkwürdige Früchte hängen von den Pappeln. Idyllische Szene im prächtigen Süden Die hervortretenden Augen und der verzogene Mund. Magnolienduft, süß und frisch, Und der plötzliche Geruch nach verbranntem Fleisch. Dies ist eine Frucht, um von den Krähen zerhackt zu werden, Auf der der Regen sich sammelt, an der der Wind rüttelt, Die in der Sonne verrottet, die vom Baume fällt, Dies ist eine merkwürdige und bittere Ernte. |

## Aufführung

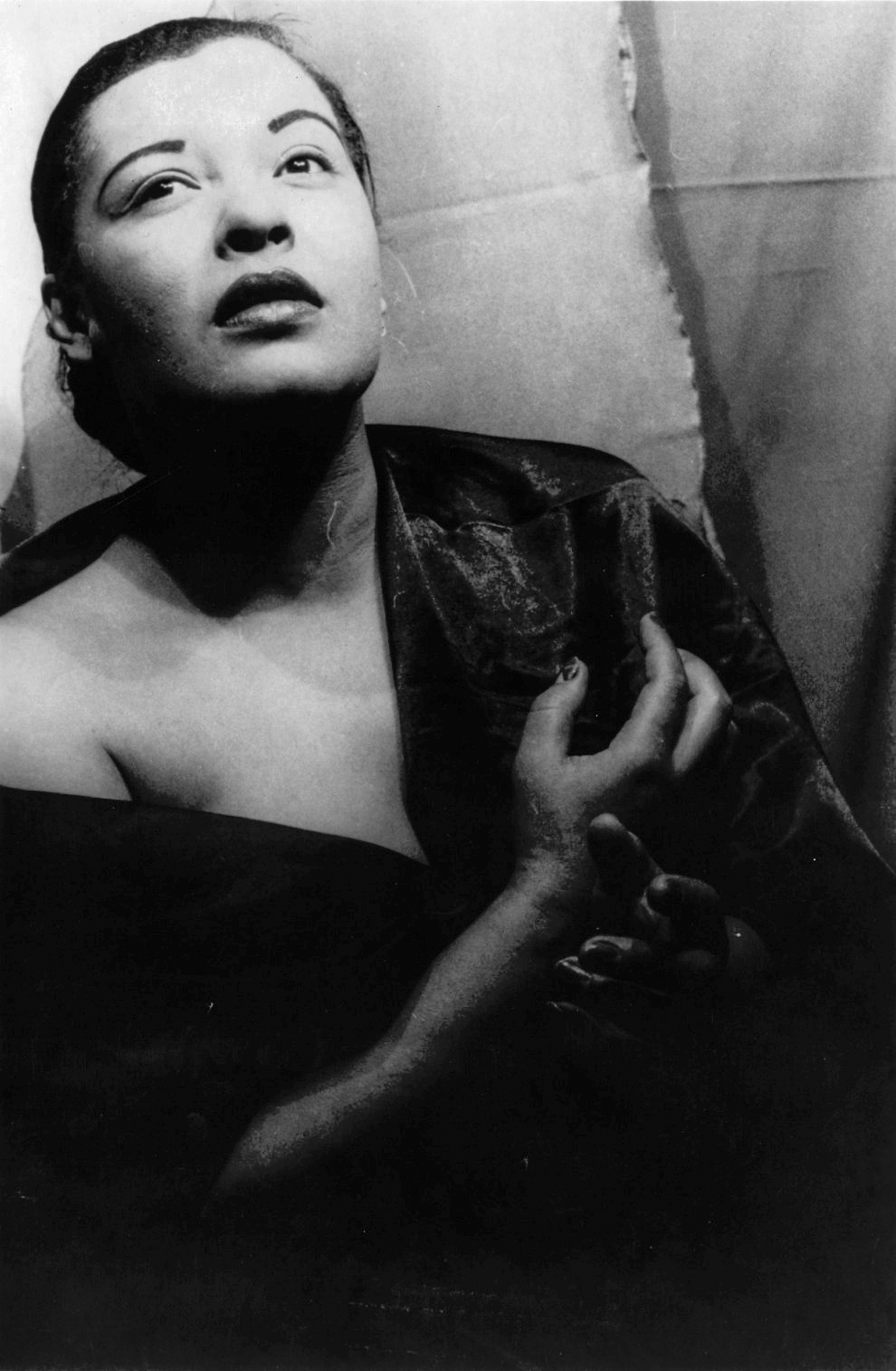
Billie Holiday (Fotografie von Carl van Vechten, 1949)

Holiday zögerte anfangs, Strange Fruit in ihr Programm aufzunehmen – zu sehr wich das Lied von ihrem sonstigen Repertoire ab. Nach der ersten Aufführung herrschte Stille im Café Society. Erst nach einiger Zeit begann zögernder, sich steigernder Applaus.
Die bis dahin gesungenen Versionen hatten das Gedicht entweder als linkes Kampflied oder mit oft übermäßigem Pathos vorgetragenes
Mitleidsstück aufgeführt. Billie Holiday dagegen machte daraus einen unmittelbaren und eindringlichen Vortrag. Ein Biograph von Holiday bemerkte dazu: „Bei vielen Coverversionen hat man das Gefühl, eine hervorragende Aufführung eines hervorragenden Songs zu hören; wenn Billie sang, hatte man das Gefühl, direkt am Fuß des Baumes zu stehen.“ Diese Interpretation sprach ein weit größeres Publikum als bisher an und schaffte es, über die ohnehin interessierten Kreise hinaus Beachtung zu finden. Damit wurde der Horror der schwarz-weißen Beziehungen, den eine große Bevölkerungsmehrheit nur passiv hinnahm, wieder als gesellschaftliches Problem wahrnehmbar.
Strange Fruit wurde im Café Society Holidays Abschlusssong. Sämtliche Lichter bis auf ein Spotlight auf die Sängerin wurden ausgeschaltet, sie selbst hielt die Augen während der Einleitung geschlossen. Sofort nach der Aufführung ging sie ab und verschwand. Dem folgte in der Regel Stille und keine weitere Musik – als klares Zeichen, dass das Ende des Auftritts erreicht war.
Holiday verwendete den Song in ihrem Repertoire nun als eine Art Abschlusszugabe: sowohl, um ihn mit einem ihr sympathischen Publikum zu teilen als auch, um ein Publikum herauszufordern, das ihr nach ihrer Meinung den Respekt verweigerte. Sie schrieb dazu in ihrer Autobiografie: „Dieses Lied schaffte es, die Leute, die in Ordnung sind, von den Kretins und Idioten zu trennen.“ In den Südstaaten, durch die sie ohnehin selten tourte, spielte Holiday das Lied noch seltener, da sie wusste, dass es Ärger auslösen würde. In Mobile, Alabama, wurde sie aus der Stadt gejagt, nur weil sie versucht hatte, das Lied zu singen.

## Aufnahmen
Holidays damalige Plattenfirma Columbia Records weigerte sich, Strange Fruit auf Platte zu produzieren. Da die Firma kein offizielles Statement herausgab, kann heute über den Grund nur gemutmaßt werden. Zum einen wohl, weil das Lied insbesondere für das weiße Publikum der Südstaaten als politisch zu anstößig und geschäftsschädigend aufgefasst worden wäre, zum anderen aber wohl auch, weil es stilistisch einen zu großen Bruch mit dem Standard-Repertoire von Holiday bedeutet hätte, das größtenteils aus typischer Nachtclubmusik bestand. Immerhin erhielt sie die Freigabe, das Lied für Commodore Records, eine kleine New Yorker Plattenfirma, aufzunehmen.

Billie Holiday – Strange Fruit

Begleitet wurde Billie Holiday bei der Session am 20. April 1939 von dem Trompeter Frankie Newton und seiner „Café Society Band“; dazu gehörten die Saxophonisten Tab Smith, Kenneth Hollon und Stanley Payne, der Pianist Sonny White, der Gitarrist Jimmy McLin, der Bassist John Williams und der Schlagzeuger Eddie Dougherty.
Bei dieser Session wurden auch die Titel Yesterdays, Fine and Mellow sowie I Gotta Right to Sing the Blues aufgenommen, allesamt produziert von Milt Gabler.
Obwohl der Song zum Standardrepertoire der US-amerikanischen Musikgeschichte gehört und beliebt ist, wird er doch selten gehört oder gespielt. Insbesondere die Version von Billie Holiday beschreiben viele Hörer als psychisch verstörend oder gar physisch schmerzhaft. Die Herausforderung für einen Interpreten, den Song aufzuführen – und damit in direkten Vergleich zu den Holiday-Versionen zu treten –, gilt als enorm; daher weichen viele dieser Herausforderung aus.
Billie Holiday selbst nahm das Lied noch mehrfach auf: im Studio am 7. Juni 1956 für Verve mit dem Orchester von Tony Scott und für das britische Fernsehen in London im Februar 1959 sowie live am 12. Februar 1945 im „California Philharmonic Auditorium“ in Los Angeles für Jazz at the Philharmonic und am 1. November 1951 im „Storyville Club“ in Boston.
Andere berühmte Versionen des Songs sangen Josh White, Carmen McRae, Eartha Kitt, Cassandra Wilson, Nina Simone, Tori Amos, Pete Seeger, Diana Ross, Siouxsie and the Banshees, Mary Coughlan, UB40, Robert Wyatt, Sting und Beth Hart. Tricky produzierte einen Remix, und Lester Bowie mit seiner Brass Fantasy spielte eine Instrumentalversion ein. Issie Barratt arrangierte das Stück für Jaqee und die Bohuslän Big Band. Bei einigen dieser Versionen wurden Samples verwendet, unter anderem von den Hip-Hop-Künstlern Kanye West in dem Lied Blood on the Leaves und von Mick Jenkins in Martyrs.
Joel Katz drehte 2002 eine Dokumentation über den Song. Der einzige humoristische Umgang mit dem Begriff „Strange Fruit“ klingt in dem britischen Film Still Crazy an, in dem alternde Rockstars ihre ehemalige One-Hit-Band Strange Fruit wieder aufleben lassen.

## Wirkung
In seiner Symbolkraft gilt Strange Fruit als ähnlich wichtig für die Bürgerrechtsbewegung wie die Aktion von Rosa Parks. Neben We Shall Overcome und vielleicht noch Bob Dylans The Death of Emmett Till ist kein anderes Lied derart mit dem politischen Kampf um schwarze Gleichberechtigung verwoben. Bei seiner Einführung noch als Schwarze Marseillaise gefeiert, beziehungsweise als Propagandastück bekämpft, wurde es im Laufe der Zeit immer mehr als überpolitisch wahrgenommen: als musikalische Einforderung der Menschenwürde und Gerechtigkeit. Besonders einflussreich in der Rezeption war Angela Davis’ Buch: Blues Legacies and Black Feminism. Während Holiday oft als „bloße Unterhaltungssängerin“, die quasi als Medium für den Song diente, porträtiert wurde, zeichnete Davis auf dem Hintergrund ihrer Untersuchungen das Bild einer selbstbewussten Frau, die sich der Wirkung und des Inhalts von Strange Fruit sehr bewusst war. Oft genug setzte Holiday ihn gezielt ein. Obwohl er zu ihrem Standardrepertoire gehörte, variierte sie ihn wie keinen anderen in der Art der Vorführung. Das Lied interpretierte Davis als maßgeblich für die Wiederbelebung der Tradition von Protest und Widerstand in der afroamerikanischen und US-amerikanischen Musik und Kultur. Das Time Magazine bezeichnete Strange Fruit 1939 als Musikalische Propaganda, kürte das Lied aber 60 Jahre später zum Song des 20. Jahrhunderts. Strange Fruit war lange Zeit in den USA im Radio unerwünscht, die BBC weigerte sich anfangs das Lied zu spielen, im südafrikanischen Radio war das Lied in der Zeit der Apartheid offiziell verboten.
Aufgrund ihrer kulturellen und historischen Bedeutung für die Vereinigten Staaten wurde die Erstaufnahme des Songs Strange Fruit, gesungen von Billie Holiday, am 27. Januar 2003 in die National Recording Registry der Library of Congress aufgenommen. Das National Recording Preservation Board führt als Begründung aus: „Dieses beißende Lied ist wohl die einflussreichste Aufnahme von Billie Holiday. Es brachte das Thema Lynchjustiz dem breiten … Publikum nahe.“
Ein Roman der Schriftstellerin Lillian Smith, die lebenslang publizistisch gegen die Segregation kämpfte, erhielt den Titel Strange Fruit (1944).
Der französische Künstler François Morellet hat 2004 eines seiner späten Hauptwerke Strange fruit gewidmet. Im Blattwerk einer Platane im öffentlichen Kant-Park in Duisburg leuchten bogenförmige Neonröhren durch das Geäst, die acht Einzelteile ergäben zusammengefügt einen Kreisbogen.
Die Künstlerin Torkwase Dyson benannte ihre Gemäldeserie Strange Fruit, in der sie sich mit den Orten von Lynchmorden beschäftigt, nach dem Lied Holidays.
Stranger Fruit, der Titel des zweiten Studioalbums der Schweizer Avantgarde Heavy-Metal-Band Zeal & Ardor, nimmt direkt Bezug auf Billie Holidays "Strange Fruit".

## Belege
1. ↑  The 500 Greatest Songs of All Time. In: Rolling Stone. 16. September 2021, abgerufen am 14. Oktober 2022 (englisch).
2. ↑  Donald Clarke: Billie Holiday. Wishing on the Moon. München, Piper 1995, Kap. 7
3. ↑  Billie Holiday: Lady Sings the Blues. Autobiographie. Aufgezeichnet von William Dufty. Edition Nautilus, Hamburg 1992
4. ↑  Vgl. Studio Session #36 New York City 20/April/1939 (Memento vom 21. Juni 2008 im Internet Archive).
5. ↑  Vgl. Studio Session #76 New York City 7/June/1956 (Memento vom 21. Juni 2008 im Internet Archive).
6. ↑  Vgl. Live-Session #66 London 23/February/1959 (Memento vom 21. Juni 2012 im Internet Archive).
7. ↑  Vgl. Live-Session #15 New York City 12/February/1945 (Memento vom 21. Juni 2012 im Internet Archive).
8. ↑  Vgl. Live-Session #33 Boston 1/November/1951 (Memento vom 21. Juni 2012 im Internet Archive).
9. ↑  Aida Amoako: Strange Fruit: The most shocking song of all time? In: BBC.com, 17. April 2019.
10. ↑  “Strange Fruit.” Billie Holiday. (1939). In: National Recording Library. Abgerufen am 6. Juni 2021 (englisch): „This searing song is arguably Billie Holiday’s most influential recording. It brought the topic of lynching to the commercial record-buying public.“
11. ↑  Zum Hintergrund vgl. den Anhang der deutschen Neuausgabe Lillian Smith: Fremde Frucht. Berlin 2018. ISBN 978-3-945980-15-6. PDF
12. ↑  Galerie m. Abgerufen am 2. Juli 2023.
13. ↑  Gottlieb Leinz (Hrsg.): Skulpturensammlung Lehmbruck Museum Duisburg. Stiftung Wilhelm Lehmbruck-Museum, Duisburg 2012, ISBN 978-3-89279-681-7, S. 300 ([Artikel von Christoph Brockhaus: François Morellet, Strange Fruits (Hommage to Billie Holiday), 2004]).
14. ↑  Martha Schwendener, At the Studio Museum in Harlem, 4 Shows Engage a Cultural Conversation, in: The New York Times, 7. Januar 2016. Abgerufen am 16. Dezember 2021.
15. ↑  Karl Fluch, Zeal & Ardor: Mit dem Brenneisen für das Gute, in: Der Standard, 13. Juni 2018. Abgerufen am 20. April 2025